# Чулпан (Ермекеевский район)
Чулпан (баш. Сулпан) — деревня в Ермекеевском районе Республики Башкортостан Российской Федерации. Входит в состав Тарказинского сельсовета.

## География

### Географическое положение
Расстояние до:
- районного центра (Ермекеево): 50 км,
- центра сельсовета (Тарказы): 7 км,
- ближайшей ж/д станции (Абдулино): 8 км

## Население
| 2002 | 2009 | 2010 |
| ---- | ---- | ---- |
| 34   | ↘25  | ↘12  |

Национальный состав
Согласно переписи 2002 года, преобладающие национальности — татары (56 %), башкиры (38 %).